# Powiat brzozowski (Galicja)
Powiat brzozowski – dawny powiat kraju koronnego Królestwo Galicji i Lodomerii, istniejący w latach 1867–1918.
Siedzibą c.k. starostwa był Brzozów. Powierzchnia powiatu w 1879 roku wynosiła 7,8428 mil kw. (451,27 km²), a ludność 64 808 osób. Powiat liczył 59 osad, zorganizowanych w 62 gminy katastralne.
Na terenie powiatu działały 2 sądy powiatowe – w Brzozowie i Dubiecku.

## Starostowie powiatu
- Wawrzyniec Pressen (około 1870–1871)
- Robert Foedrich (1877–1883)[1]
- August Pius Dzieduszycki (1883–1900)
- Walenty Bielawski (1900–1908)
- Józef Lange (1908–1910)
- Karol Mátyás (1911–1913)
- Kazimierz Miliński (1 I 1913 – VIII 1918)[2]

## Komisarze rządowi
- Robert Foedrich (1871)
- Alojzy Trautzel (1879)
- Jan Guckler (1890)
- Józef Dniestrzański (m.in. 1900[3])

## Starostowie
- August Dzieduszycki (1895)[4]